# 2023 год в истории железнодорожного транспорта
В данной статье представлена хронологическая последовательность истории железнодорожного транспорта в 2023 году.

## События
- 2 марта — открыта станция «Марьина Роща» на МЦД-2[1].
- 28 июля — испанский национальный оператор «Renfe» запустил высокоскоростные поезда между Мадридом и Марселем[2].
- 31 июля — введена в эксплуатацию первая очередь длиной 17 км линии автоматизированного облегчённого метро REM (Réseau express métropolitain) с пятью станциями, соединяющей муниципалитет Броссар с центральным вокзалом Монреаля[3][4].
- 17 августа — введена в эксплуатацию линия МЦД-3, также после реконструкции открылась станция «Зеленоград-Крюково».
- 1 сентября — вступили в силу новые правила для пассажиров поездов дальнего следования в России[5].
- 9 сентября — введена в эксплуатацию линия МЦД-4 вместе с новыми станциями «Кутузовская», «Тестовская», также после реконструкции открылись станции «Поклонная», «Железнодорожная».
- 14 октября — утверждён проект строительства вокзала ВСМ в Москве[6].
- 11 декабря — завершено проектирование ВСМ Москва—Казань[7].
- 28 декабря — начало эксплуатации нового электропоезда «Финист», который рассматривается как импортозамещение «Ласточки»[8].

## Происшествия
| Дата       | Место               | Погибли | Пострадали | Тип             | Описание |
| ---------- | ------------------- | ------- | ---------- | --------------- | --- |
| 3 февраля  | Огайо               | 0       | 0          | Сход с рельсов  | Грузовой поезд с высокотоксичными химическими веществами сошёл с рельсов. В результате повреждения вагонов в воздух, воду и землю попали высокотоксичные химические вещества, что вызвало крупную экологическую катастрофу. |
| 28 февраля | Темби               | 57      | 80+        | Столкновение    | Междугородний поезд из Афин в Салоники столкнулся лоб в лоб с товарным составом, следовавшим в противоположном направлении на том же участке пути; в результате оба поезда частично сошли с рельсов. Начался пожар.         |
| 31 марта   | Берн                | 0       | 15         | Сход с рельсов  | Из за урагана сошли с рельсов и опрокинулись два поезда. |
| 4 апреля   | Южная Голландия     | 1       | 30         | Столкновение    | Грузовой и пассажирский поезд столкнулись со строительной техникой. |
| 17 апреля  | Комилла             | 0       | 30         | Столкновение    | Пассажирский поезд столкнулся с товарным. |
| 2 июня     | Одиша               | 295     | 1175       | Столкновение    | Пассажирский поезд съехал на боковой путь и врезался в товарный поезд. |
| 8 июня     | около Инсбрука      | 0       | 45         | Пожар           | Во время движения через тоннель оборвался контактный провод и начался пожар. |
| 21 июня    | Сус                 | 2       | 34         | Сход с рельсов  | Несколько вагонов пассажирского поезда перевернулись после схода состава с рельсов. |
| 29 июня    | Калифорния          | 0       | 15         | ДТП на переезде | Несколько вагонов пассажирского поезда сошли с рельсов после столкновения с грузовиком. |
| 5 августа  | Ницца               | 0       | 11         | Сход с рельсов  | На Английской набережной опрокинулся последний вагон туристического поезда. |
| 6 августа  | Навабша             | 30      | 80+        | Сход с рельсов  | 10 вагонов поезда сошли с рельсов. |
| 2 сентября | Био-Био             | 7       | 12         | ДТП на переезде | Поезд столкнулся с микроавтобусом. |
| 11 октября | Бихар               | 4       | 100        | Сход с рельсов  | Скоростной поезд сошёл с рельсов. |
| 22 ноября  | Ульяновская область | 0       | 25         | Столкновение    | Лобовое столкновение двух поездов. |